# Поляков, Леон
Лев Влади́мирович Поляко́в (фр. Léon Poliakov, Лео́н Поляко́в; 12 [25] ноября 1910, Санкт-Петербург — 8 декабря 1997, Париж) — французский историк, специалист в области Холокоста и антисемитизма. Автор четырёхтомной «Истории антисемитизма».

## Биография
Родился в еврейской семье издателя газеты «Современное слово» Владимира Полякова и Фанни Фридман (1864—1940). Племянник журналиста А. А. Полякова. У Владимира Полякова уже было несколько дочерей и Лев стал первым сыном в семье. Его назвали в честь Льва Толстого, который умер незадолго до его рождения. После прихода к власти большевиков состоятельная семья Полякова стала опасаться за свою безопасность и в 1920 году переехала сначала в Париж, потом — в Берлин. В 1924 году, почувствовав нарастающие антиеврейские настроения в Германии, семья Полякова возвращается в Париж. В Париже Поляков учится в Лицее Жансон-де-Сайи, позже изучает право на Парижском факультете права.
В 1933 году, после окончания университета, Поляков предлагает отцу идею издавать единственную в Париже немецкоязычную ежедневную антигитлеровскую газету. Они вместе издают эту газету под названием Pariser Tageblatt («Парижская ежедневная газета») до 1936 года, когда газета закрывается в результате конфликта Владимира Полякова с главным редактором газеты Георгом Бернхардом.
1 июля 1937 года посвящён в парижскую масонскую ложу «Юпитер». Возведён во вторую степень 3 февраля, в третью — 1 декабря 1938 года. Был членом ложи в довоенный период.
В 1939 году Полякова мобилизуют во французскую армию и 13 июня 1940 года он попадает в плен под Сен-Валери-ан-Ко. Но уже в августе 1940 года Поляков бежит из лагеря военнопленных. Во время переписи евреев в октябре 1940 года Поляков регистрируется как еврей, несмотря на то, что он мог скрыть своё происхождение — фамилия заканчивалась на «-ов», а его свидетельство о рождении осталось в Санкт-Петербурге. С 1941 года участвует в движении Сопротивления. В 1942 году получает фальшивые документы через OSE («Дело защиты детей»), отправляется в Марсель, становится секретарём раввина Залмана Шнеерсона, главы «Ассоциации практикующих иудеев» (AIP). Рекомендует AIP Иосифа Басса, позже создавшего «Группу действий против депортации», которая занималась распространением среди евреев фальшивых документов. После капитуляции Италии Поляков отправляется в Гренобль, где его арестовывают, однако из комиссариата ему удаётся бежать. Вместе с Иосифом Бассом Поляков присоединяется к ячейке пастора Андре Трокме и занимается переводом сотен евреев с юга Франции в Ле-Шамбон-сюр-Линьон, где они могли скрыться. Полякову удаётся убедить Залмана Шнеерсона, чтобы тот приказал своим ученикам постричь волосы и пейсы и разойтись. После этого Поляков уезжает в пригороды Сент-Этьена, где и живёт до конца войны.
В октябре 1944 года возглавляет отдел исследований Центра современной еврейской документации (CDJC), созданного Исааком Шнеерсоном в апреле 1943 года. Целью CDJC был сбор данных о преступлениях нацистов против евреев в годы Второй мировой войны. После возвращения в Париж в 1945 году Полякову удаётся получить для CDJC архивы отделений гестапо, занимавшихся евреями, архивы Немецкого посольства в Париже, архивы немецкой штаб-квартиры и главной делегации вишистского правительства. Во время Нюрнбергского процесса выступает помощником прокурора Эдгара Фора, подготавливая для трибунала документы из французских архивов. Позже получает разрешение взять себе архивы Альфреда Розенберга.
С 1946 года Поляков, имея доступ к большому числу немецких документов времён войны, начинает публиковать исследования по истории антисемитизма и Холокоста. Первой его книгой стала «Положение французских евреев во время итальянской оккупации» (фр. «La condition des Juifs en France sous l'occupation italienne»; 1946). За ней последовали «Жёлтая звезда» (1949) и «Настольная книга ненависти: Третий Рейх и евреи» (1951), предисловие к которой было написано Франсуа Мориаком. Следующей книгой Полякова стал первый из четырёх том «Истории антисемитизма» (1956—1977), главного труда Полякова, в котором Поляков исследует эволюцию антисемитизма от эпохи Христа до прихода Гитлера к власти.
В 1954 году Поляков становится руководителем исследовательской группы в Национальном центре научных исследований (CNRS), кем и остаётся до 1971 года. В 1954—1979 годах преподаёт в Высшей школе социальных наук.
В 1981 году пишет автобиографию «Таверна музыкантов» (фр. «L'Auberge des musiciens. Mémoires»), в которой описывает своё участие в движении Сопротивления.

### Семья
Был женат на Натали Поляковой (однофамилица), развёлся в 1937 году. В 1952 году женился на Жермен Руссо (1918—2020), с которой жил до самой смерти.
Двоюродный брат — художник Борис Гроссер. Двоюродная сестра — филолог‑классик София Полякова.

## Награды и премии
Обладатель карточки «Комбатан Волонтёр» за участие в движении Сопротивления. В апреле 1961 года получает награду Эдмонда Вейля за «вклад в еврейскую жизнь и мысль». В 1971 году Поляков получает Антирасистскую награду ЛИКРА (Международная лига по борьбе с расизмом и антисемитизмом) за книгу «Арийский миф». В 1978 году награждён литературной премией ВИЦО (Международная женская сионистская организация) за книгу «Европа на пути к самоубийству» — 4-й том «Истории антисемитизма». В 1981 году получил награду по литературе Фонда иудаизма во Франции. В 1989 году стал кавалером Ордена Почётного легиона.

## Работы
- Léon Poliakov, Justin Godard (вступление), Isaac Schneersohn (предисловие). La condition des Juifs en France sous l'occupation italienne. — Paris: Centre de documentation juive contemporaine, 1946. — 174 p. — (Centre de documentation juive contemporaine. Sér. "Documents,").
- Léon Poliakov, Justin Godard (вступление), Isaac Schneersohn (предисловие). L'Étoile jaune. — Paris: Centre de documentation juive contemporaine, 1949.
- Léon Poliakov, François Mauriac (предисловие). Bréviaire de la haine : le 3e Reich et les Juifs. — Paris: Calmann-Lévy, 1951. — 385 p. — (Liberté de l'esprit).
- Léon Poliakov. Yidn unṭer der Itạlianesher oḳupatsye (идиш). openlibrary.org. Дата обращения: 25 июля 2025. ייִדן אונטער דער איטאַליענישער אָקופּאַציע (идн унтер дер итальенишер окупацие — евреи под итальянской оккупацией, на идише). Париж: Хайнтцайтикер идишер документацие центер, 1952 (полный текст)].
- Léon Poliakov. Di gele laṭe (די געלע לאַטע (ди гелэ латэ) (идиш). archive.org. Дата обращения: 25 июля 2025. — (жёлтая звезда на идише). Париж: Хайнтцайтикер идишер документацие центер, 1952
- Léon Poliakov. Du Christ aux juifs de cour. — Paris: Calmann-Lévy, 1955. — 342 p. — (Histoire de l'antisemitisme).
- Léon Poliakov. Petite histoire de l'antisémitisme. — 1956. — 103 p.
- Léon Poliakov. De Mahomet aux Marranes. — Paris: Calmann-Lévy, 1961. — Т. 2. — (Histoire de l'antisemitisme).
- Léon Poliakov (предисловие). Le Procès de Jérusalem. — Paris: Calmann-Lévy, 1963.
- Léon Poliakov. Auschwitz. — Paris: Julliard, 1964. — 222 p. — (Archives).
- Léon Poliakov. Les banquiers juifs et le Saint-Siège du XIIIe au XVIIe siècle. — Paris: Calmann-Lévy, 1967. — 308 p.
- Léon Poliakov. De Voltaire à Wagner. — Paris: Calmann-Lévy, 1961. — 508 p. — (Histoire de l'antisemitisme).
- Léon Poliakov. De l'antisionisme à l'antisémitisme. — Paris: Calmann-Lévy, 1969. — 188 p.
- Léon Poliakov. Le Mythe aryen. Essai sur les sources du racisme et des nationalismes. — Paris: Calmann-Lévy, 1971. — 354 p.
- Léon Poliakov. Le procès de Nuremberg. — Paris: Julliard, 1971. — 289 p. — (Archives).
- Léon Poliakov. Les Juifs et notre histoire. — Paris: Flammarion, 1973. — 247 p.
- Léon Poliakov. L'Europe suicidaire (1870-1933). — Paris: Calmann-Lévy, 1977. — Т. 4. — (Histoire de l'antisemitisme). — ISBN 2702102123.
- Léon Poliakov. Brève histoire du génocide Nazi. — Paris: Hachette, 1979. — 60 p.
- Léon Poliakov. Essai sur l'origine des persécutions. — Paris: Calmann-Lévy, 1980. — 247 p. — (La Causalité diabolique).
- Léon Poliakov. L'Auberge des musiciens. Mémoires. — Paris: Mazarine, 1981. — 255 p.
- Léon Poliakov. De Moscou à Beyrouth. Essai sur la désinformation. — Paris: Calmann-Lévy, 1983. — 193 p. — ISBN 2702112404.
- Léon Poliakov. Du joug mongol à la victoire de Lénine 1250-120. — Paris: Calmann-Lévy, 1985. — 366 p. — (La Causalité diabolique). — ISBN 2702114199.
- Léon Poliakov. Moscou, troisième Rome : les intermittences de la mémoire historique. — Paris: Hachette, 1989. — 182 p. — ISBN 2010107799.
- Léon Poliakov. Les Samaritains. — Paris: Seuil, 1991. — 183 p. — ISBN 2020121565.
- Léon Poliakov. L' impossible choix : histoire des crises d'identité juive. — Paris: Éditions Austral, 1995. — 214 p. — ISBN 2841120082.

### Комментарии
1. ↑  В мемуарах Поляков пишет, что ему плохо известны мотивы отца, см. Poliakov, 41